# ユバシティ
ユバシティ（英: Yuba City）は、アメリカ合衆国カリフォルニア州北部サッター郡の都市であり同郡の郡庁所在地である。人口は約7万人（2020年）。1849年に設立された。
ユバシティはサッター郡とユバ郡に跨るユバシティ都市圏の主要都市である。2007年の都市圏人口は164,138人だった。広域ではサクラメント都市圏の一部である。
2010年3月時点で失業率は20.8％であり、アメリカ合衆国の都市の中でも第3位と高位にあった。

## 歴史
ユバシティの地域にはマイドゥ族インディアンが住んでおり、19世紀初期にスペイン人やメキシコ人の遠征隊が訪れた。「ユバ」という名前の起源は、これら遠征隊が訪れたときに川の側に野生のブドウが生えているのを見付け、スペイン語のブドウ（uva）の綴りを変えてユバ（"Uba"）と名付けたというのが通説である。
メキシコ政府は今日のユバシティがある土地を含め広大な地域を開拓者のジョン・サッターに特許し、その土地から1848年に金が発見された。サッターは何人かの事業家にその土地の一部を売却した。これら事業家はユバ川とサクラメント川の支流フェザー川の合流点近くに町を建設し、上流の金鉱に向かう数多い金探鉱者に食料などを販売する商業中心に発展させることを目指していた。これと同じ時期にフェザー川の対岸に別の町ができており、これが後にメアリーズビルとなった。
1852年、ユバシティにはホテルが1軒、郵便局1軒、住居が約20軒あり、人口は約150人になっていた。
1854年にユバシティはサッター郡の郡庁所在地に選定された。しかし同年の住民投票でニコラウスの方が良い場所にあると判断され、郡庁所在地が移された。さらに2年後の1856年、郡の有権者はユバシティを郡庁所在地として選び直し、それ以来ユバシティは郡庁所在地を続けている。
ユバシティはパンジャーブからの移民人口が米国でもっとも多い。彼らは19世紀末からカリフォルニアに渡ったが、その多くは独身男性で、農業労働者として働いた。当時のカリフォルニア法では異なる人種間での結婚が認められていなかったが、インド人とメキシコ人がともに「茶色」人種に分類されていたため、彼らはメキシコからの移民の女性と結婚した。1917年から1946年までインドからの移民は禁止されていたが、1965年に移民法が改訂されてからふたたび増加した。
第二次世界大戦後に初めての人口流入が起こり、住宅地は当初の中心部から西と、南の方向に拡大した。市内に入ってくる大量の人々のために果樹園が住宅地に転換された。
1955年12月、北カリフォルニアに嵐が続いて滝のような雨を降らせた。雨水が地域の川を全て溢れさせ、堤防を破壊した。ユバシティで起こったクリスマスイブの堤防破壊は特に破壊的なものであり、38人の命が失われ、中心街には大きな損害を出させた。1955年にユバ郡空港のマネジャーだったディック・ブラントに拠れば、ヘリコプターで救出されたサッター郡住人は550人ないし600人に上ったとされている。
1961年3月14日、核兵器を運んでいたB-52ストラトフォートレスがユバシティ近くを飛行しているときに、圧力異常で高度を下げざるを得なくなった。このために予定以上に燃料が消費されて不足する事態になった。B-52機は給油機が来る前に墜落した。操縦士が退出命令を出し、乗員が高度3,000メートルで脱出したが、操縦士だけは人家のある地域を避けるために高度1,200メートルで脱出した。機体は破壊された。マーク39核融合爆弾2発（公開されたエネルギー省の映像と写真から識別）は衝撃で破壊されたが爆発は起こらず、放射性物質の流失も起こらなかった。
1994年、パキスタン出身のムスリムのためにモスクが建設されたが、まもなく放火にあった。これは米国ではじめてモスクが破壊された事件であり、2012年のドキュメンタリー映画『An American Mosque』の題材となった。
2018年、シク教徒のパレードで2つの犯罪集団の抗争が発生した。シク教徒集団同士の抗争はその後激化し、2021年に最初の発砲事件が発生、その後2023年3月までに北カリフォルニアで11件の発砲事件が起きた。2023年4月17日、一連の発砲事件に関連して17名が逮捕された。

## 地理
ユバシティは北緯39度8分5秒 西経121度37分34秒 / 北緯39.13472度 西経121.62611度に位置する。アメリカ合衆国国勢調査局に拠れば、市域全面積は9.4平方マイル (24.4 km2)であり、このうち陸地は9.4平方マイル (24.3 km2)、水域は0.1平方マイル (0.2 km2)で水域率は0.64％である。
ユバシティの地域は州都サクラメント市から北に64キロメートル、サクラメント・バレーの中にある。世界最小の山脈であるサッター・ビュートがある。フェザー川が市の東境界となっており、この地域はフェザー川バレーと呼ばれることもある。フェザー川の対岸に隣市のメアリーズビルがある。

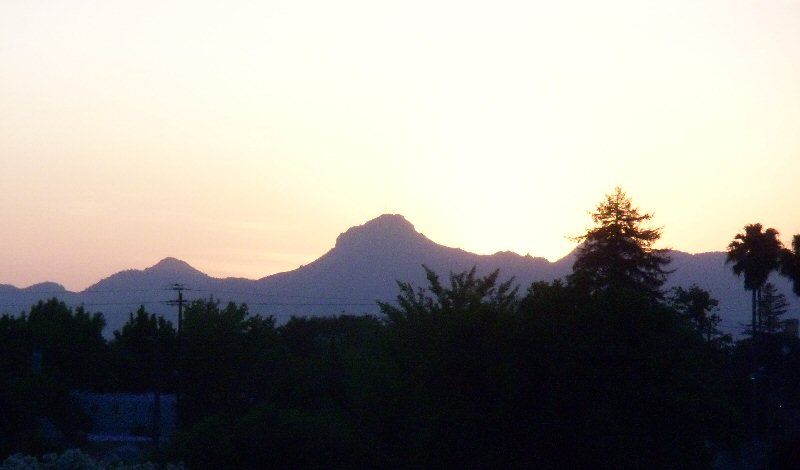
ユバシティから見たサッター・ビュート
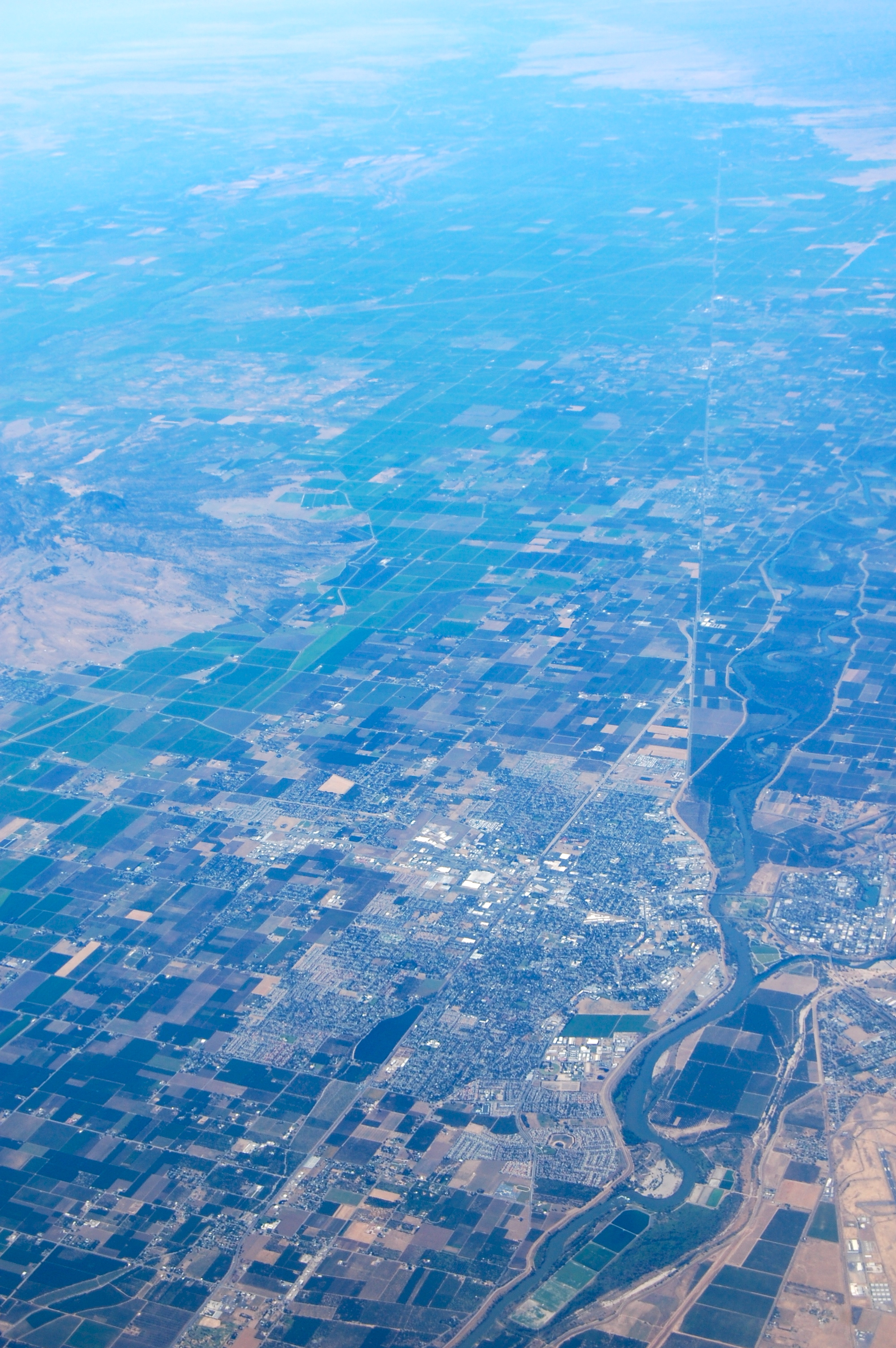
ユバシティの空中写真

## 気候
ユバシティは地中海性気候であり、温暖で雨の多い冬と暑く乾燥した夏が特徴である。1月が最も降水量の多い月であり、7月が最も乾燥し暑い月である。雨季は10月半ばに始まり4月半ばに終わる。この時期はしばしば雨が降り、濃い地上霧に覆われることが多い。特にエルニーニョ現象のときの豪雨あるいは冬の暴風雪で積もった山の雪が春に洪水を起こすことがある。バレーの中では降雪は希だが、北からの寒波が雪や氷をもたらす。春の初めは雨が多いが次第に乾燥し、夏が近付くと暖かくなる。4月は春の中でも雨が多い。5月は幾らか降雨があるが、冬の嵐というよりも雷雨の雨である。春の果樹園や畑は草木の花で埋まる。6月から9月は乾燥し暑い季節である。雨はほとんど全く降らないが、希に南東からのモンスーンで雷雨が起こる。7月と8月は最も暑い月であり、気温は90 °F (32 ℃) 後半に達する。熱波は通常6月から9月に起こる。夏の夜にサンフランシスコ・ベイエリアから来るデルタブリーズが気温を和らげ、湿度を上げる。このデルタブリーズが強いとサクラメント・バレーの中にも海岸の霧を運んでくる。秋は暖かい日々から始まり、次第に冷涼で湿度が上がり、霧が発生しやすくなる。9月から10月半ばの気温は急速に下がり始め、雨と霧をもたらす。10月半ばから11月は降雨と霧の発生率が高くなる。
| ユバシティの気候              | ユバシティの気候 | ユバシティの気候 | ユバシティの気候 | ユバシティの気候 | ユバシティの気候 | ユバシティの気候 | ユバシティの気候 | ユバシティの気候 | ユバシティの気候 | ユバシティの気候 | ユバシティの気候 | ユバシティの気候 | ユバシティの気候 |
| 月                            | 1月              | 2月              | 3月              | 4月              | 5月              | 6月              | 7月              | 8月              | 9月              | 10月             | 11月             | 12月             | 年               |
| ----------------------------- | ---------------- | ---------------- | ---------------- | ---------------- | ---------------- | ---------------- | ---------------- | ---------------- | ---------------- | ---------------- | ---------------- | ---------------- | ---------------- |
| 最高気温記録 °C （°F）        | 24 (75)          | 28 (82)          | 32 (90)          | 36 (97)          | 41 (106)         | 45 (113)         | 44 (111)         | 44 (111)         | 45 (113)         | 40 (104)         | 32 (90)          | 24 (76)          | 45 (113)         |
| 平均最高気温 °C （°F）        | 13 (56)          | 16 (61)          | 17 (63)          | 21 (70)          | 28 (83)          | 33 (92)          | 35 (95)          | 34 (93)          | 31 (88)          | 24 (75)          | 16 (61)          | 12 (54)          | 23 (74)          |
| 平均最低気温 °C （°F）        | 3 (38)           | 6 (43)           | 7 (45)           | 9 (48)           | 12 (54)          | 15 (59)          | 16 (61)          | 15 (59)          | 13 (56)          | 9 (48)           | 5 (41)           | 3 (38)           | 9 (49)           |
| 最低気温記録 °C （°F）        | −7 (19)          | −5 (23)          | −3 (26)          | 0 (32)           | 3 (38)           | 7 (45)           | 7 (45)           | 8 (47)           | 6 (43)           | 0 (32)           | −3 (26)          | −8 (17)          | −8 (17)          |
| 降水量 mm （inch）            | 115.3 (4.54)     | 104.9 (4.13)     | 97.8 (3.85)      | 43.2 (1.70)      | 21.3 (0.84)      | 7.4 (.29)        | 1.8 (.07)        | 2 (.08)          | 16.3 (.64)       | 36.3 (1.43)      | 76.2 (3.00)      | 93.2 (3.67)      | 615.7 (24.24)    |
| 出典：weather.com August 2010 |                  |                  |                  |                  |                  |                  |                  |                  |                  |                  |                  |                  |                  |

## 人口動態
以下は2000年国勢調査による人口統計データである。
| 基礎データ - 人口: 36,758人 - 世帯数: 13,290世帯 - 家族数: 8,944家族 - 人口密度: 1,514.7人/km2（3,924.4人/mi2） - 住居数: 13,912軒 - 住居密度: 573.3軒/km2（1,485.3軒/mi2） 人種別人口構成 - 白人: 67.0% - アフリカン・アメリカン: 2.8% - ネイティブ・アメリカン: 1.7% - アジア人: 6.4% - 太平洋諸島系: 0.3% - その他の人種: 14.4% - 混血: 2.4% - ヒスパニック・ラテン系: 12.5% 年齢別人口構成 - 18歳未満: 29.0% - 18-24歳:10.7% - 25-44歳: 29.4% - 45-64歳: 18.7% - 65歳以上: 12.2% - 年齢の中央値: 32歳 - 性比（女性100人あたり男性の人口） - 総人口: 95.5 - 18歳以上: 91.7 | 世帯と家族（対世帯数） - 18歳未満の子供がいる: 36.7% - 結婚・同居している夫婦: 47.6% - 未婚・離婚・死別女性が世帯主: 14.3% - 非家族世帯: 32.7% - 単身世帯: 26.5% - 65歳以上の老人1人暮らし: 9.7% - 平均構成人数 - 世帯: 2.70人 - 家族: 3.28人 収入と家計（2007年推計） - 収入の中央値 - 世帯: 32,858米ドル - 家族: 39,381米ドル - 性別 - 男性: 34,303米ドル - 女性: 23,410 米ドル - 人口1人あたり収入: 15,928米ドル - 貧困線以下 - 対人口: 18.1% - 対家族数: 14.5% - 18歳未満: 24.8% - 65歳以上: 9.5% |

## 事業と経済

### サンスウィート社本社
市内には世界最大のドライフルーツ加工会社サンスウィート・グロワーズ・インコーポレイテッドがあり、1988年から市内でカリフォルニア・プルーン祭が開催されていた。2001年に祭の名前はカリフォルニア乾燥プラム祭に変更され、2003年初期にはユバ・サッター地域で15年間続いた祭の終わりが同社取締役から宣言された。これは主に費用の上昇、スポンサー確保の難しさおよび他の祭との競合が理由だった。

### その他の雇用主
ユバシティは小さな都市であり小売業と健康管理が経済の大きな部分を占めている。著名な雇用主としては、ジェウェク・オートグループ、ヒルバーズ・インコーポレイテッド、シャープソフトおよびイェーガー・コンストラクションがある。この地域では農業も重要な産業の一つである。

## 芸術と文化

### 定例行事

#### シーク・パレード

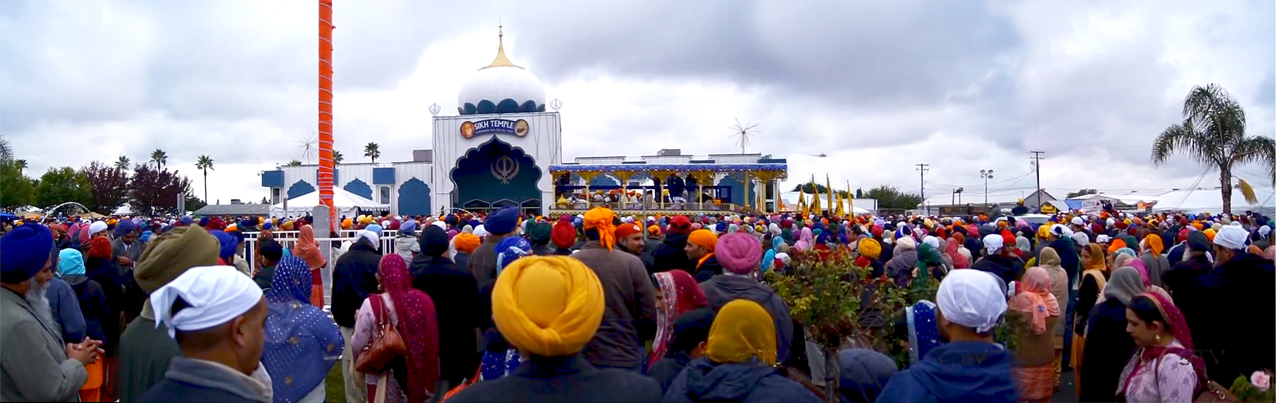
ユバシティのシク教寺院（グルドワーラー）に集まる人々

ユバシティは少なからぬシク教徒がいることで知られている。この地域のシク教徒数はアメリカ合衆国の中でも最大規模のものとなっており、インドのパンジャーブ州以外では最大である。毎年11月第1日曜日、アメリカ合衆国、カナダ、インド、イギリスなど世界中のシク教徒がユバシティで開催されるパレードに参加し、その聖典である『グル・グラント・サーヒブ』を1708年に受けたことを祝っている。7.2キロメートルに及ぶパレードでは、山車や参加者の行列がある。2005年のパレードには56,000人、2007年のパレードには75,000人ないし85,000人のシク教徒あるいは非シク教徒の見物客が集まった。2008年にも推計80,000人が集まっており、北カリフォルニアでは最大級の祭になったと考えられている。

### 博物館
- サッター郡コミュニティ記念博物館

## 政治
カリフォルニア州議会では、上院の第4および下院の第2選挙区に属している。連邦議会下院ではカリフォルニア州第2選挙区に属し、クック投票動向指数では共和党+13となっている。2010年時点ですべて共和党議員が務めている。

## 公園
| 市民公園 - サム・ブラナン公園 - ブラックバーン・タリー・スポーツ複合施設公園 - ゴーシュ水上公園 地区公園 - ボーグ公園 - グリーンウッド公園 - ハッピー公園 - ヒルクレスト公園 - ホーリーツリー公園 - キングウッド公園 - ロイド公園 - メイプル公園 - ムーア公園 - ナクワル公園 - ノースリッジ公園 - パトリオット公園 - リージェンシー公園 - 上海ガーデン公園 - サウスサイド公園 | 小公園 - クラク・エインズリー・ミニ公園 - プラマス・タワー・プラザ・ミニ公園 - 戦没者記念公園 その他のレクリエーション施設 - エイプリル・レーン・スクール/公園 - ジェウェク・フィールド - 市役所 - 高齢者センター - フェザー川土手自転車道 |

## 教育

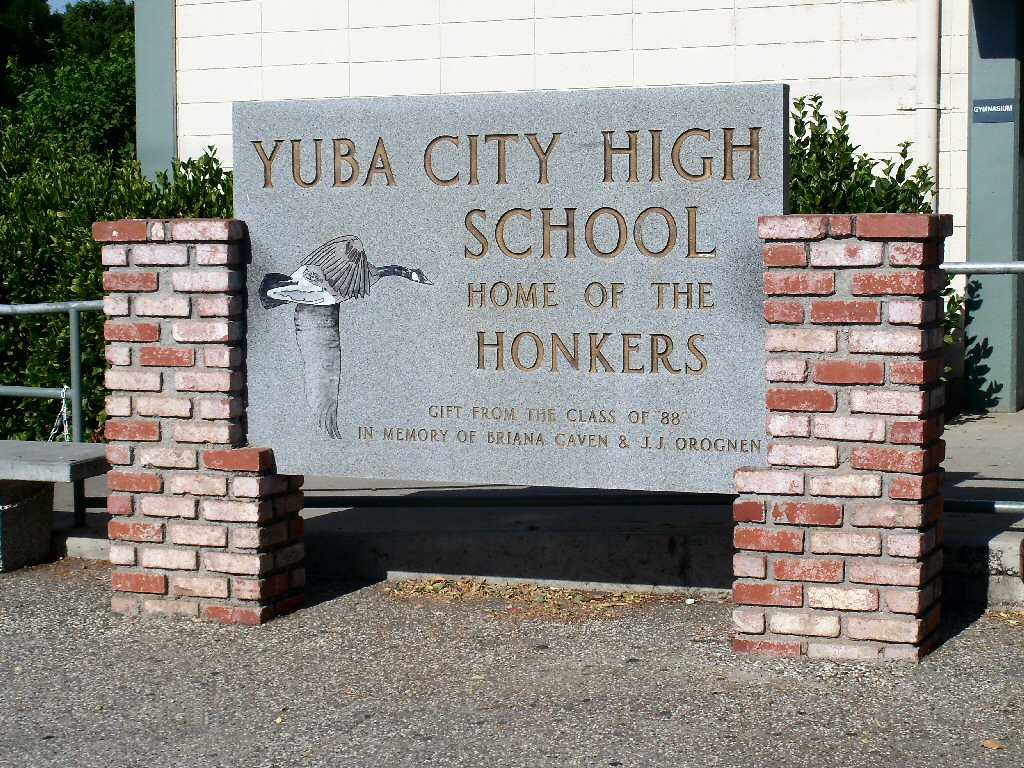
ユバシティ高校

ユバシティの公立学校はユバシティ統一教育学区が管轄している。高校はユバシティ高校など3校と継続学習高校1校がある。私立のキリスト教系高校も1校ある。ユバシティ・チャーター・スクールは幼稚園生から12年生まで教えている。
高等教育はユバ・コミュニティ・カレッジ学区にあり、隣のメアリーズビルにユバ・コミュニティ・カレッジがある。

## メディア
地域の主要新聞は「アピール・デモクラット」である。この新聞はメアリーズビルで印刷されているが、地域全体で購読されている。市内では「サクラメント・ビー」も販売・購読されている。MySYtv.comは地域行事をテレビで放映している。
市内にはラジオ放送局が3局あるだけだが、他にも地域内には幾つかの放送局がある。

## 著名な出身者と住人
- リチャード・バックナー、シンガーソングライター
- リーン・マーシャル、テレビ番組「プロジェクト・ランウェイ」第5シーズンの勝者
- マイケル・P・モーラン、俳優、戯曲家
- チャーリー・ピーコック、作詞家、音楽家、レコード・プロデューサー
- シャーロット・スチュワート、映画とテレビの女優
- ジョン・ジョセフ・モンゴメリー、航空術のパイオニア、ユバシティ生まれ
- クリス・ピーターセン、アメリカンフットボールのヘッドコーチ、ボイシ州立大学
- マーシー・ドッド、歌手、女優
- ウォリー・ハーガー、政治家、1987年以降アメリカ合衆国下院議員
- スター・ウォルトン、アルペンスキーヤー

## 姉妹都市
- - 日本、茨城県取手市（旧藤代町）